# 环北街道
环北街道，是中华人民共和国贵州省铜仁市碧江区下辖的一个乡镇级行政单位。

## 行政区划
环北街道下辖以下地区：
北门社区、桂花塘社区、两板桥社区、梵净山社区、桐梓巷社区、铜江村、熊家屯村、北关村、板桥村、清水村和大坳村。
2019年11月，行政区划调整后，环北街道辖北门社区、两板桥社区、板桥社区、清水社区。